# Fliskobben
Fliskobben är en ö nära Boskär i Nagu,  Finland. Den ligger i Skärgårdshavet i Pargas stad i den ekonomiska regionen  Åboland i landskapet Egentliga Finland, i den sydvästra delen av landet. Ön ligger omkring 4 kilometer söder om Boskär, 23 kilometer söder om Nagu kyrka, 58 kilometer sydväst om Åbo och omkring 180 kilometer väster om Helsingfors. Närmaste allmänna förbindelse är förbindelsebryggan vid Nötö som trafikeras av M/S Eivor. Fliskobben ligger 8 meter över havet.
Öns area är 1,3 hektar och dess största längd är 180 meter i sydväst-nordöstlig riktning.